# 키사라즈 캐츠아이
《키사라즈 캐츠아이》(일본어: 木更津キ 기사라즈 개츠아이[*])는 TBS에서 2002년 1월 18일부터 3월 15일까지 매주 금요일에 방송된 일본의 텔레비전 드라마이다. 전 9화. 각본은 구도 간쿠로이다.
2003년과 2006년에 텔레비전 드라마를 영화화한 작품인 《키사라즈 캐츠아이 일본 시리즈》, 《키사라즈 캐츠아이 월드 시리즈》가 각각 개봉되었다.

## 개요
드라마
- 본작은 일본 드라마로써는 실험적인 드라마이기도 하다. 제1화를 야구 게임에 비유, 앞면과 뒷면으로 나누어 본편 스토리의 뒤에서 무슨 일이 있었는지를 되감기 설명하고, ‘30P’라는 특수 카메라를 이용한 것으로, 아이카와 쇼와 키시단 등을 실명 역으로 등장시키는 등 다양한 연구를 거듭했다. 드라마 종영 후 DVD 판매 수가 50만 세트를 넘게 판매하는 대히트를 기록. 영화화로 이어졌다.

- 또한, 드라마 촬영을 실제로 치바 현 키사라즈 시에서 실시했기 때문에 드라마 팬이 이곳을 방문하게 되며, 키사라즈 시는 작은 관광지가 되었다. 일본에는 당시 방송중에 컬트 팬들로부터 인기는 높았으나, 시청률은 그다지 좋지 못했다.(전체 방송 시간의 평균 시청률은 10.1%. 오히려 심야 재방송이 시청률이 높아다). 하지만 독창적인 세계관이나 표현이 방송 종료후에 재조명 받으며, 지금까지도 골수 팬들이 많다.

영화
- 2003년에는 《키사라즈 캐츠아이 일본 시리즈》로, 영화화도 되었다. 일본에서는 11월 1일부터 시부야 시네마 라이즈, 키사라즈 토에이에서만 선공개되어, 11월 15일부터 이케부쿠로 시네마 선샤인 외 차례로 일본 전국에 개봉되어 관객수는 120만명 흥행수입 15억엔의 대히트를 기록했다.

- 2006년 10월 28일에는 영화 제2탄 (완결편)의 《키사라즈 캐츠아이 월드 시리즈》가 개봉되어, 이야기는 완결되었다. 또한 2011년 10월 25일에는 ‘키사라즈 캐츠아이 feat. MCU’ 〈시사이드 바이바이(シーサイド・ばいばい)〉 싱글 CD를 발매했다.

## 출연진

### 키사라즈 캐츠아이
- 붓상 (타부키코헤이) - 오카다 준이치(V6멤버)
- 밤비(나카고메후토시) - 사쿠라이 쇼(아라시멤버/주제가a Day in Our Life를불렀다)
- 웃치(우치야마하지메) - 오카다 요시노리
- 마스터(오카바야시신고) - 사토 류타
- 아니(사사키죠우/사사키준의형) - 쓰카모토 다카시

### 야구 관계자
- 네코다 - 아베 사다오
- 야마구치 - 야마구치 도모미츠
- 오지 - 후루타 아라타
- 리틀 야마다 - 츠마부키 사토시
- 사사키준(사사키죠우의동생) - 나리미야 히로키

### 그 외 주요 출연진
- 모코 - 사카이 와카나
- 미레이선생님 - 야쿠시마루 히로코
- 교감 - 히다 야스히토
- 다부치고스케 - 고히나타 후미요

### 각화 게스트
- 기타로 (제2화)
- 아이카와 쇼 (제3화, 제5화)
- 마스다 케이코 (제4화)
- 피에르 다키 (제6화)
- 가토 다카 (제7화)
- 기시단 (제7화)
- 와타나베 잇케이 (제8화)
- YOU (제8화)
- 아즈미 신이치로 (제9화)

## 제작진
- 연출 - 가네코 후미노리, 가타야마 오사무, 구도 간쿠로
- 각본 - 구도 간쿠로
- 프로듀서 - 이소야마 아키(TBS 엔터테인먼트)
- 음악 - 나카니시 료, 야마카와 에츠코
- 편성 - 나스다 준

## 주제가
- 아라시 〈a Day in Our Life〉

## 주요 촬영지
- 지바현
  - 기사라즈시
  - 지바 미라이 고등학교
  - 소데가우라시
  - 기사라즈 후지야 키쵸우

## 방영일, 시청률
| 각 화                                     | 방송일          | 시청률 |
| ----------------------------------------- | --------------- | ------ |
| 1화                                       | 2002년 1월 18일 | 13.4%  |
| 2화                                       | 2002년 1월 25일 | 10.0%  |
| 3화                                       | 2002년 2월 1일  | 9.8%   |
| 4화                                       | 2002년 2월 8일  | 11.3%  |
| 5화                                       | 2002년 2월 15일 | 8.5%   |
| 6화                                       | 2002년 2월 22일 | 7.8%   |
| 7화                                       | 2002년 2월 1일  | 9.7%   |
| 8화                                       | 2002년 2월 8일  | 8.6%   |
| 9화                                       | 2002년 3월 15일 | 11.7%  |
| 평균 시청률: 10.1%                        |                 |        |
| (시청률은 간토 지방·비디오 리서치사 조사) |                 |        |